# Survivor: The Australian Outback
Survivor: The Australian Outback (também denominada Survivor: Australia em temporadas posteriores) foi a segunda temporada do reality show americano Survivor. As filmagens ocorreram no ano de 2000 em Goshen Station, norte do Queensland e foram ao ar no período de 28 de janeiro a 3 de maio de 2001 pela rede de televisão americana CBS. 14 episódios semanais foram transmitidos sendo que o primeiro foi ao ar imediatamente após o Super Bowl XXXV, também transmitido pela CBS. 
Dezesseis participantes foram selecionados e divididos em duas tribos iniciais denominadas Kucha e Ogakor, nomes aborígenes para canguru e crocodilo, respectivamente. Quando restavam apenas 10 competidores, as tribos foram fundidas em apenas uma, denominada Barramundi (espécie de peixe local).  O Conselho Tribal, local para onde as tribos se dirigiam para eliminar um competidor, foi montado no topo da cachoeira Blencoe na garganta do Rio Herbert.
A vencedora do prêmio de um milhão de dólares, Tina Wesson, foi anunciada no programa de 3 de maio de 2001 tendo derrotado Colby Donaldson por 4-3 votos.
Em 26 de abril de 2005 toda a segunda temporada de Survivor foi lançada em DVD pelo estúdio Paramount Home Entertainment. São seis discos e 902 minutos de programa.

## Participantes
- Alicia Calaway - 32 anos - Nova Iorque, Nova Iorque
- Amber Brkich - 22 anos - Beaver, Pensilvânia
- Colby Donaldson - 26 anos - Christoval, Texas
- Debb Eaton - 45 anos - Manchester, New Hampshire
- Elisabeth Filarski - 23 anos - Boston, Massachusetts
- Jeff Varner - 34 anos - Greensboro, Carolina do Norte
- Jerri Manthey - 30 anos - Los Angeles, Califórnia
- Kel Gleason - 32 anos - Fort Hood, Texas
- Keith Famie - 40 anos - West Bloomfield, Michigan
- Kimmi Kappenberg - 27 anos - Ronkonkoma, Nova Iorque
- Maralyn Hershey - 51 anos - Wakefield, Virginia
- Michael Skupin - 38 anos - White Cloud, Michigan
- Mitchell Olson - 23 anos - Vermillion, Dakota do Sul
- Nick Brown - 23 anos - Steilacoom, Washington
- Rodger Bingham - 53 anos - Crittenden, Kentucky
- Tina Wesson - 40 anos - Knoxville, Tennessee

### Aparições futuras
Alicia Calaway, Amber Brkich, Colby Donaldson, Jerri Manthey e Tina Wesson retornaram para a oitava temporada do programa, Survivor: All-Stars em 2004 . Tina Wesson foi vista como uma ameaça por ter ganhado a sua temporada original e por isso acabou sendo a primeira eliminada do programa, durante apenas 3 dias na competição. Ainda na fase tribal, Colby Donaldson e Jerri Manthey foram os próximos ex-Survivor: Australia a serem eliminados, respectivamente, nos dias 19 e 24. Alicia Calaway chegou à fusão das tribos, mas foi eliminada no dia 30 se tornando o terceiro membro do júri. No Conselho Tribal final Alicia votou em Amber Brkich, que venceu essa temporada e ganhou o prêmio de um milhão de dólares tendo derrotado Rob Mariano por 4-3 votos.
Em 2005, Amber participou do reality show The Amazing Race 7, formando dupla com o seu, então, namorado Rob Mariano. A dupla terminou em 2º lugar. Amber e Rob, agora casados, retornaram na décima-primeira temporada da franquia The Amazing Race terminando, desta vez, na 8ª posição.
Em 2010, Colby Donaldson e Jerri Manthey retornaram para a terceira participação de ambos no programa. Pelo jogo honrado, íntegro e corajoso Colby começou o jogo integrando a tribo dos heróis, enquanto Jerri por seu jogo agressivo e enganações começou na tribo rival, dos vilões. Ambos avançaram até a fase de fusão tribal sendo que Colby foi o último dos heróis eliminados, saindo do jogo no dia 37 como o oitavo membro do júri. Jerri foi eliminada no Conselho Tribal seguinte, no dia 38 e se tornou o nono e último membro do júri da temporada. No Conselho Tribal Final, Jerri votou em Parvati Shallow e Colby votou em Sandra Diaz-Twine que foi a vencedora desta temporada.
A vigésima-quinta temporada de Survivor trouxe alguns participantes que foram removidos precocemente do jogo por doença ou lesão, entre eles retornou Michael Skupin para sua segunda tentativa de ganhar o programa. Michael iniciou na tribo Tandang e foi um dos finalistas desta temporada, tendo terminado empatado na 2ª colocação, sem receber nenhum voto do júri.
Em 2013, 12 anos após sua participação original, Tina Wesson retornou na vigésima-sétima temporada do programa, Survivor: Blood vs. Water, onde competiu juntamente com sua filha, Katie Collins. Tina foi votada para sair no dia 24, mas não foi eliminada imediatamente, ela foi enviada para a Ilha da Redenção onde venceu todos os duelos que competiu e conseguiu retornar ao jogo no dia 36. Entretanto, acabou sendo novamente eliminada no dia 38, terminando na 4ª colocação e se tornando o oitavo e último membro do júri. No Conselho Tribal Final, Tina votou em Tyson Apostol que ganhou a competição.
Em 20 de maio de 2015, durante a transmissão ao vivo da final de Worlds Apart, foi revelado que Jeff Varner e Kimmi Kappenberg foram escolhidos, por votação do público, para integrar o elenco de Survivor: Cambodia - Second Chance. Eles conquistaram uma segunda chance de competir pelo prêmio 14 anos após sua participação inicial. Jeff foi eliminado no dia 11, ainda na fase tribal, sendo o quarto participante a sair da competição. Kimmi avançou até a fusão das tribos, mas foi eliminada no dia 36, se tornando a oitava integrante do júri e décima quarta a sair da competição. Como membro do júri Kimmi votou em Jeremy Collins para o título de vencedor.

## Progresso dos Participantes
| Participante       | Tribo Original | Tribo Pós-Fusão | Colocação Final                        | Total de Votos |
| ------------------ | -------------- | --------------- | -------------------------------------- | -------------- |
| Debb Eaton         | Kucha          |                 | 1ª Eliminada Dia 3                     | 7              |
| Kel Gleason        | Ogakor         |                 | 2º Eliminado Dia 6                     | 7              |
| Maralyn Hershey    | Ogakor         |                 | 3ª Eliminada Dia 9                     | 5              |
| Mitchell Olson     | Ogakor         |                 | 4º Eliminado Dia 12                    | 6              |
| Kimmi Kappenberg   | Kucha          |                 | 5ª Eliminada Dia 15                    | 6              |
| Michael Skupin     | Kucha          |                 | Removido Devido à Lesão Dia 17         | 0              |
| Jeff Varner        | Kucha          | Barramundi      | 6º Eliminado Dia 21                    | 7              |
| Alicia Calaway     | Kucha          | Barramundi      | 7ª Eliminada 1º Membro do Júri Dia 24  | 5              |
| Jerri Manthey      | Ogakor         | Barramundi      | 8ª Eliminada 2º Membro do Júri Dia 27  | 12             |
| Nick Brown         | Kucha          | Barramundi      | 9º Eliminado 3º Membro do Júri Dia 30  | 4              |
| Amber Brkich       | Ogakor         | Barramundi      | 10ª Eliminada 4º Membro do Júri Dia 33 | 6              |
| Rodger Bingham     | Kucha          | Barramundi      | 11º Eliminado 5º Membro do Júri Dia 36 | 5              |
| Elisabeth Filarski | Kucha          | Barramundi      | 12ª Eliminada 6º Membro do Júri Dia 39 | 5              |
| Keith Famie        | Ogakor         | Barramundi      | 13º Eliminado 7º Membro do Júri Dia 41 | 10             |
| Colby Donaldson    | Ogakor         | Barramundi      | 2º Colocado                            | 5              |
| Tina Wesson        | Ogakor         | Barramundi      | Última Sobrevivente                    | 0              |

O Total de Votos é o número de votos que o competidor recebeu durante os Conselhos Tribais onde ele era elegível para ser eliminado do jogo. Não inclui os votos recebidos durante o Conselho Tribal Final

## Episódios
| N° no geral | N° na temporada | Título (em português)                             | Eliminado(s)                        | Audiência (em milhões) | Data de transmissão original |  |
| ----------- | --------------- | ------------------------------------------------- | ----------------------------------- | ---------------------- | ---------------------------- |  |
| 14          | 01              | Stranded (Abandonado)                             | Debb                                | 45,37                  | 28 de janeiro de 2001        |  |
|             |                 |                                                   |                                     |                        |                              |  |
| 15          | 02              | Suspicion (Suspeita)                              | Kel                                 | 29,04                  | 1 de fevereiro de 2001       |  |
|             |                 |                                                   |                                     |                        |                              |  |
| 16          | 03              | Trust No One (Não Confie em Ninguém)              | Maralyn                             | 29,04                  | 8 de fevereiro de 2001       |  |
|             |                 |                                                   |                                     |                        |                              |  |
| 17          | 04              | The Killing Fields (Os Campos da Morte)           | Mitchell                            | 28,23                  | 15 de fevereiro de 2001      |  |
|             |                 |                                                   |                                     |                        |                              |  |
| 18          | 05              | The Gloves Come Off                               | Kimmi                               | 28,78                  | 22 de fevereiro de 2001      |  |
|             |                 |                                                   |                                     |                        |                              |  |
| 19          | 06              | Trial By Fire (Prova de Fogo)                     | Michael Removido Devido à Lesão     | 31,32                  | 1 de março de 2001           |  |
|             |                 |                                                   |                                     |                        |                              |  |
| 20          | 07              | The Merge (A Fusão)                               | Jeff                                | 28,72                  | 8 de março de 2001           |  |
|             |                 |                                                   |                                     |                        |                              |  |
| 21          | 08              | Friends? (Amigos?)                                | Alicia                              | 28,46                  | 14 de março de 2001          |  |
|             |                 |                                                   |                                     |                        |                              |  |
| 22          | 09              | The First 24 Days (Os Primeiros 24 Dias)          | Recapitulação (não houve eliminado) | -                      | 22 de março de 2001          |  |
|             |                 |                                                   |                                     |                        |                              |  |
| 23          | 10              | Honeymoon or Not? (Lua de Mel ou Não?)            | Jerri                               | 28,12                  | 29 de março de 2001          |  |
|             |                 |                                                   |                                     |                        |                              |  |
| 24          | 11              | Let's Make a Deal (Vamos Fazer um Acordo)         | Nick                                | 27,71                  | 7 de abril de 2001           |  |
|             |                 |                                                   |                                     |                        |                              |  |
| 25          | 12              | No Longer Just a Game (Não é Mais Apenas um Jogo) | Amber                               | 27,55                  | 12 de abril de 2001          |  |
|             |                 |                                                   |                                     |                        |                              |  |
| 26          | 13              | Enough Is Enough                                  | Rodger                              | 28,41                  | 19 de abril de 2001          |  |
|             |                 |                                                   |                                     |                        |                              |  |
| 27          | 14              | The Final Four (Os Quatro Finalistas)             | Elisabeth                           | 26,89                  | 26 de abril de 2001          |  |
|             |                 |                                                   |                                     |                        |                              |  |
| 28          | 15              | The Most Deserving (Os Mais Merecedores)          | Keith                               | 36,35                  | 3 de maio de 2001            |  |
|             |                 |                                                   |                                     |                        |                              |  |
| 29          | 16              | Winner Revealed (Vencedor Revelado)               | Tina Colby                          | 41,26                  | 3 de maio de 2001            |  |
|             |                 |                                                   |                                     |                        |                              |  |

*O nome grafado em vermelho indica que o competidor foi o vencedor da temporada e, portanto, não foi eliminado. O nome grafado em verde  indica que o competidor foi o segundo colocado e, portanto, também não foi eliminado.

## Histórico de Votação
|              |              | Tribos Originais | Tribos Originais | Tribos Originais | Tribos Originais | Tribos Originais | Tribos Originais | Tribos Originais | Tribo Pós-Fusão | Tribo Pós-Fusão | Tribo Pós-Fusão | Tribo Pós-Fusão | Tribo Pós-Fusão | Tribo Pós-Fusão | Tribo Pós-Fusão | Tribo Pós-Fusão | Tribo Pós-Fusão |
| Episódio #   | Episódio #   | 1                | 2                | 3                | 4                | 4                | 5                | 6                | 7               | 7               | 8               | 10              | 11              | 12              | 13              | 14              | 15              |
| ------------ | ------------ | ---------------- | ---------------- | ---------------- | ---------------- | ---------------- | ---------------- | ---------------- | --------------- | --------------- | --------------- | --------------- | --------------- | --------------- | --------------- | --------------- | --------------- |
| Dia #        | Dia #        | 3                | 6                | 9                | 12               | 12               | 15               | 17               | 21              | 21              | 24              | 27              | 30              | 33              | 36              | 39              | 41              |
| Eliminado(a) | Eliminado(a) | Debb             | Kel              | Maralyn          | Empate           | Mitchell         | Kimmi            | Michael          | Empate          | Jeff            | Alicia          | Jerri           | Nick            | Amber           | Rodger          | Elisabeth       | Keith           |
| Votos        | Votos        | 7–1              | 7–1              | 5–1–1            | 3–3              | 2–2              | 6–1              | Sem Votos        | 5–5             | 4–4             | 5–4             | 6–2             | 4–2–1           | 4–2             | 3–2             | 3–1             | 1–0             |
|              |              |                  |                  |                  |                  |                  |                  |                  |                 |                 |                 |                 |                 |                 |                 |                 |                 |
| Competidor   | Competidor   | Votos            | Votos            | Votos            | Votos            | Votos            | Votos            | Votos            | Votos           | Votos           | Votos           | Votos           | Votos           | Votos           | Votos           | Votos           | Votos           |
|              | Tina         |                  | Kel              | Maralyn          | Mitchell         | Mitchell         |                  |                  | Jeff            | Jeff            | Alicia          | Jerri           | Nick            | Amber           | Rodger          | Elisabeth       |                 |
|              | Colby        |                  | Kel              | Maralyn          | Mitchell         | Mitchell         |                  |                  | Jeff            | Não votou       | Alicia          | Jerri           | Nick            | Rodger          | Rodger          | Elisabeth       | Keith           |
|              | Keith        |                  | Kel              | Mitchell         | Mitchell         | Não votou        |                  |                  | Jeff            | Jeff            | Alicia          | Jerri           | Nick            | Amber           | Rodger          | Elisabeth       |                 |
|              | Elisabeth    | Debb             |                  |                  |                  |                  | Kimmi            |                  | Colby           | Colby           | Jerri           | Jerri           | Amber           | Amber           | Keith           | Keith           |                 |
|              | Rodger       | Debb             |                  |                  |                  |                  | Kimmi            |                  | Colby           | Colby           | Jerri           | Jerri           | Amber           | Amber           | Keith           |                 |                 |
|              | Amber        |                  | Kel              | Maralyn          | Keith            | Keith            |                  |                  | Jeff            | Jeff            | Alicia          | Elisabeth       | Nick            | Rodger          |                 |                 |                 |
|              | Nick         | Debb             |                  |                  |                  |                  | Kimmi            |                  | Colby           | Colby           | Jerri           | Jerri           | Keith           |                 |                 |                 |                 |
|              | Jerri        |                  | Kel              | Maralyn          | Keith            | Keith            |                  |                  | Jeff            | Jeff            | Alicia          | Elisabeth       |                 |                 |                 |                 |                 |
|              | Alicia       | Debb             |                  |                  |                  |                  | Kimmi            |                  | Colby           | Colby           | Jerri           |                 |                 |                 |                 |                 |                 |
|              | Jeff         | Debb             |                  |                  |                  |                  | Kimmi            |                  | Colby           | Não votou       |                 |                 |                 |                 |                 |                 |                 |
| Michael      | Michael      | Debb             |                  |                  |                  |                  | Kimmi            |                  |                 |                 |                 |                 |                 |                 |                 |                 |                 |
| Kimmi        | Kimmi        | Debb             |                  |                  |                  |                  | Jeff             |                  |                 |                 |                 |                 |                 |                 |                 |                 |                 |
| Mitchell     | Mitchell     |                  | Kel              | Maralyn          | Keith            | Não votou        |                  |                  |                 |                 |                 |                 |                 |                 |                 |                 |                 |
| Maralyn      | Maralyn      |                  | Kel              | Jerri            |                  |                  |                  |                  |                 |                 |                 |                 |                 |                 |                 |                 |                 |
| Kel          | Kel          |                  | Jerri            |                  |                  |                  |                  |                  |                 |                 |                 |                 |                 |                 |                 |                 |                 |
| Debb         | Debb         | Jeff             |                  |                  |                  |                  |                  |                  |                 |                 |                 |                 |                 |                 |                 |                 |                 |

| Voto do Júri | Voto do Júri | Voto do Júri |
| Episódio #   | 15           | 15           |
| ------------ | ------------ | ------------ |
| Dia#         | 42           | 42           |
| Finalista    | Colby        | Tina         |
| Votos        | 4–3          | 4–3          |
|              |              |              |
| Júri         | Votos        | Votos        |
| Keith        |              | Tina         |
| Elisabeth    |              | Tina         |
| Rodger       | Colby        |              |
| Amber        | Colby        |              |
| Nick         | Colby        |              |
| Jerri        |              | Tina         |
| Alicia       |              | Tina         |

1. 1 2  A primeira votação resultou em empate. Pelas regras, uma segunda votação foi realizada na qual os competidores empatados não votariam e os demais deveriam escolher um deles para ser eliminado.
2. ↑  Após duas votações empatadas entre Keith e Mitchell, a contagem de votos recebidos em Conselhos anteriores foi utilizada como método de desempate. Keith não tinha nenhum voto prévio, mas Mitchell já havia recebido um, portanto Mitchell foi eliminado.
3. ↑  Michael foi evacuado por razões médicas.
4. ↑   Após duas votações empatadas entre Keith e Mitchell, a contagem de votos recebidos em Conselhos anteriores foi utilizada como método de desempate. Colby não tinha nenhum voto prévio, mas Jeff já havia recebido dois, portanto Jeff foi eliminado.
5. 1 2  Colby e Jeff não votaram na segunda votação do Conselho Tribal.
6. 1 2  Keith e Mitchell não votaram na segunda votação do Conselho Tribal.